# 李芷晴
李芷晴（英語：Stephanie Lee Tsz Ching，1993年2月6日—），香港女演員及節目主持，《香港小姐再競選》亞軍暨最佳進步獎及《2018年度香港小姐競選》十二強，現為無綫電視經理人合約藝人。

## 背景

### 早年經歷
李芷晴從小在荔枝角長大，曾就讀天主教善導小學（1999年至2005年）及聖母玫瑰書院（2005年至2010年、中五），之後轉到玫瑰崗學校完成高考課程；與同為無綫電視藝人的朱斐斐是同班同學。2012年從玫瑰崗學校中七預科畢業後，她先升讀紅磡香港專上學院設計學副學士（視覺傳達設計）課程，2014年再以銜接形式繼續修讀兩年香港中文大學新亞書院藝術系；2015年曾替港鐵公司製作以小學生為對象的桌上遊戲及動畫教材，並於在校期間透過中大文物館開畫展，2017年畢業後曾當過設計師及視覺藝術導師。

### 演藝事業
2018年，李芷晴參加《2018年度香港小姐競選》，隨後加入無綫電視，簽約成為旗下經理人合約藝員，主要擔任節目主持，同年10月入讀三個月的短期無綫電視藝員訓練班。2019年，她在無綫電視處境劇《愛·回家之開心速遞》中飾演香港島大學學生「Fanny」一角而受到注目，同年10月中，與黃曉明一起主持 J2台《六合彩》攪珠環節，並跟其他藝員同事一起經營 YouTube 遊戲及短劇頻道「黑馬 Hak Maa」。
2020年，李芷晴於無綫電視處境劇《愛·回家之開心速遞》中飾演接龍集團女裝部員工「貝候玲」（Elaine）成為長駐角色。2021年，她於《萬千星輝賀台慶》內奪得38萬元大獎。同年，她於無綫電視健康節目《醫醫，我不想再病了》的表現亦備受關注。2022年，她參加無綫電視台慶綜藝節目《香港小姐再競選》再次引起網民關注，最終於當晚決賽奪得亞軍，並獲得「最佳進步獎」。

## 演出作品

### 電視劇
| 首播       | 劇集名稱                       | 角色                         |
| 無綫電視   |                                |                              |
| 2019年至今 | 愛·回家之開心速遞              | 多個客串角色貝候玲（Elaine） |
| 2020年     | 迷網                           | 泛奕金融職員                 |
| 2020年     | 踩過界II                       | 陪審員                       |
| 2020年     | 愛美麗狂想曲（myTV Gold 首播） | 佳麗                         |
| 2021年     | 伙記辦大事                     | 侍應                         |
| 2021年     | 伙記辦大事                     | 女子                         |
| 2021年     | 逆天奇案                       | 推銷員                       |
| 2021年     | 刑偵日記                       | 酒吧客人                     |
| 2021年     | 七公主                         | 客人                         |
| 2021年     | 七公主                         | 途人                         |
| 2021年     | 七公主                         | Rainbow                      |
| 2021年     | 我家無難事                     | 客人                         |
| 2021年     | 星空下的仁醫                   | 手術室護士                   |
| 2021年     | 換命真相                       | Mandy                        |
| 2021年     | 拳王                           | 賓客                         |
| 2021年     | 拳王                           | 參加者                       |
| 2021年     | 拳王                           | 觀眾                         |
| 2021年     | 十月初五的月光                 | 香水店售貨員                 |
| 2021年     | 異搜店                         | 侍應                         |
| 2021年     | 異搜店                         | 主播                         |
| 2021年     | 異搜店                         | 客人                         |
| 2021年     | 異搜店                         | 護士                         |
| 2022年     | 愛上我的衰神                   | 新娘                         |
| 2022年     | 鐵拳英雄                       | 街坊                         |
| 2022年     | 雙生陌生人                     | 美女                         |
| 2022年     | 十八年後的終極告白2.0          | Sasha                        |
| 2022年     | 回歸光影頌: 我的驕傲           | 內地隊友                     |
| 2022年     | 童時愛上你                     | Lu Lu                        |
| 2022年     | 回歸                           | Laura                        |
| 2022年     | 白色強人II                     | 張庭秘書                     |
| 2022年     | 痞子殿下                       | 粉黛                         |
| 2022年     | 凶宅清潔師                     | 朱太                         |
| 2022年     | 美麗戰場                       | 程子珊                       |
| 2022年     | 超能使者                       | 秘書                         |
| 2022年     | 輕·功                          | 工作人員                     |
| 2023年     | 法言人                         | Judy                         |
| 2023年     | 隱門                           | 侍應                         |
| 2023年     | 破毒強人                       | 富二代                       |
| 2023年     | 寵愛Pet Pet                    | BB主人                       |
| 2023年     | 新聞女王                       | 莫詠珊（Zoe）                |
| 2024年     | 本尊就位                       | 賈昭君                       |
| 2024年     | 再見·枕邊人                    | Janey G.                     |
| 2024年     | 企業強人                       | 邢佩樺（Emma）               |
| 2025年     | 痞子無間道                     | 廖蚊                         |
| 邵氏兄弟   |                                |                              |
| 2019年     | 飛虎之雷霆極戰                 |                              |

### 綜藝節目
| 首播     | 節目名稱                 | 備註                             |
| 無綫電視 |                          |                                  |
| 2018年   | 2018年度香港小姐競選決賽 | 固定參賽者                       |
| 2018年   | 歡樂滿東華               | 固定演出                         |
| 2018年   | 萬千星輝賀台慶2018       | 固定演出                         |
| 2019年   | 金豬耀保良               | 固定嘉賓                         |
| 2019年   | 2019國際中華小姐競選     | 固定嘉賓                         |
| 2019年   | 流行都市                 | 固定演出（化妝、髮型、服裝環節） |
| 2019年   | 公益金萬眾同心50年       | 固定演出                         |
| 2019年   | 姊妹淘                   | 第四輯、固定演出（活力 KOL）     |
| 2021年   | 識貨                     | 固定演出（星級購物團成員）       |
| 2021年   | 明星運動會               | 固定演出（射箭項目）             |
| 2021年   | 演鬥聽                   | 固定演出（演鬥少女）             |
| 2021年   | 大玩特玩萬聖節           | 固定演出                         |
| 2021年   | 萬千星輝賀台慶2021       | 固定演出                         |
| 2021年   | Sing空下的仁醫           | 固定演出                         |
| 2022年   | 萬眾同心公益金           | 固定演出                         |
| 2023年   | 不可能任務               | 固定演出                         |
| 2025年   | 2025風生水起             | 嘉賓                             |

### 主持節目
| 首播           | 節目名稱      | 備註                                             |
| 無綫電視       |               |                                                  |
| 2018至2019年   | 文化新領域    | 連同阮政峰、彭慧中及莊思明一同主持               |
| 2019年至今     | 六合彩        | 10月19日起，曾與黃曉明一同主持                   |
| 2020年至2023年 | 藝文誌        | 連同阮政峰、彭慧中及莊思明一同主持               |
| 2023年         | 請1日假去旅行 | 與何沛珈合作主持                                 |
| 2025年         | 女神配對計劃  | 與林盛斌、葉蒨文、梁敏巧、關嘉敏及羅毓儀合作主持 |

### 音樂錄像
- 2020年：Happy Live《不是富二代》

## 奬項
- 《香港小姐再競選》亞軍、最佳進步獎

## 外部連結
- 李芷晴的Facebook專頁
- 李芷晴的Instagram帳戶
- Stephanie Lee 李芷晴 Fans Page的Instagram帳戶
- 2018香港小姐競選 - 10號李芷晴 Stephanie Lee - 佳麗檔案 - tvb.com